# Maher Zain
Maher Zain, folkbokförd som Maher Elzein född 16 juli 1981 i Tripoli, Libanon är en svensk-libanesisk sångare, låtskrivare och musikproducent. 

## Karriär
Han flyttade med sin familj till Sverige från Libanon när han var åtta år. Den 1 november 2009 släpptes hans debutalbum Thank You Allah som blev en enorm succé i flera muslimska länder. I Malaysia certifierades albumet åtta gånger platinum och var det mest sålda albumet i landet år 2010. I Indonesien certifierades albumet två gånger platinum. Han sjunger främst på engelska men har släppt några av sina mest populära låtar på flera andra språk som malaysiska, indonesiska, turkiska, arabiska och franska.

## Aktiviteter och priser
I januari 2010 vann Maher Zain bästa religiösa sången "Ya Nabi Salam Alayka", på Nogoum FM, en viktig Middle East mainstream musikstation, som slog andra framstående sångare inklusive Hussein Al-Jismi, Mohammed Mounir och Sami Yusuf. 
I mars 2011 släppte Maher Zain "Freedom",  en sång inspirerad av händelserna och handlingarna hos de människor som deltar i den arabiska våren.
Maher Zain valdes som en muslimsk stjärna av 2011 i en tävling organiserad av Onislam.net.  I juli 2011 presenterade han på omslaget av den brittiska muslimska livsstilmagazinen Emel. 
Zain presenterades på Irfan Makkis spår "I Believe" från hans debutstudioalbum med samma namn. 
Maher Zain har dykt upp i 40-episoden indonesiska tv-drama Insya-Allah. Utställningen lades ut på Malaysias satellit-tv-kanal Astro Oasis och Mustika HD, från och med 17 juli 2012, samtidigt som utställningen på Indonesiens SCTV-program sändes.
År 2013 deltog han i projektet Colors of Peace som utgör låtar baserade på works by Fethullah Gülen på albumet Rise Up där Maher Zain utför spåret "This Worldly Life"

## Diskografi och videografi

### Album
- 2009: "Palestine Will Be Free"
- 2009: "Subhana Allah"
- 2010: "Insha Allah"
- 2010: "The Chosen One"
- 2011: "Freedom"
- 2011: "Ya Nabi Salam Alayka"
- 2011: "For the Rest of My Life"
- 2012: "Number One For Me"
- 2012: "So Soon"
- 2012: "Guide Me All the Way"
- 2013: "Love Will Prevail"
- 2013: "Ramadan"
- 2014: "Muhammad (Pbuh)"
- 2014: "Nas Teshbehlana" (in Arabic ناس تشبهلنا)
- 2014: "One Day"
- 2015: "A'maroona A'maloona" (in Arabic أعمارنا أعمالنا)
- 2016: "I am Alive" (with Atif Aslam)
- 2016: "By my Side"
- 2016: "Paradise"
- 2016: "Peace Be Upon You"
- 2016: "The Way of Love" (with Mustafa Ceceli)
- 2017: "Close to You"
- 2017: "Assubhu Bada" (in Arabic الصبح بدا)
- 2017: "Kun Rahma" (in Arabic كن رحمة)

Featured in
- 2011: "I Believe" (Irfan Makki feat. Maher Zain) (in Irfan Makki's album I Believe)
- 2009 : "Never Forget" (Mesut Kurtis feat. Maher Zain) (in Mesut Kurtis' album Beloved)
- 2014: "So Real" (Raef feat. Maher Zain) (in Raef's album The Path)
- 2014: "Eidun Saeed" (Mesut Kurtis feat. Maher Zain) (in Mesut Kurtis' album Tabassam)

| Year | Album details                                                                                          | Certifications (sales thresholds)                                        |
| ---- | --- | ------------------------------------------------------------------------ |
| 2009 | Thank You Allah - Released: 1 november 2009 - Label: Awakening Records - Formats: CD, Digital Download | - 8x Platinum, Warner Music Malaysia - 2x Platinum, Sony Music Indonesia |
| 2012 | Forgive Me - Released: 2 april 2012 - Label: Awakening Records - Formats: CD, Digital Download         | - 4x Platinum, Warner Music Malaysia                                     |
| 2016 | One - Released: 6 June 2016 - Label: Awakening Records - Formats: CD, Digital Download                 | -                                                                        |